# Aleksandar Donski
Aleksandar Donski (bulgarisch Александър Донски; englisch Alexander Donski; * 1. August 1998 in Philadelphia, Pennsylvania) ist ein bulgarischer Tennisspieler.

## Karriere
Aleksandar Donski spielte bereits auf der Junior Tour zwischen 2012 und 2016 mit einer ausgeglichenen Bilanz. Er erreichte dort im Oktober 2016 mit Rang 92 seine beste Notierung in der Junior-Weltrangliste.
Sein erstes Profiturnier spielte er 2015 auf der drittklassigen ITF Future Tour. Jedoch hatte er bei seinen 11 Turnierteilnahmen im Einzel nur zwei bzw. 12 Teilnahmen im Doppel nur sechs Siege zu verzeichnen. In der Weltrangliste war er im Einzel jenseits der Top 1500 platziert, während er im Doppel bislang keine Weltranglistenpunkte sammeln konnte.
2018 kam Donski im Einzel und Doppel jeweils zu seinem Debüt auf der ATP World Tour. In Sofia bekam er von den Turnierverantwortlichen jeweils eine Wildcard. Im Einzel unterlag er Martin Kližan in zwei Sätzen, im Doppel spielte er mit Dimitar Kusmanow und verlor zum Auftakt gegen Scott Lipsky und Divij Sharan.
Donski ist außerdem für seinen Youtube-Channel bekannt, den er mit seinem Cousin Lasar Dokow betreibt und wo er den Alltag auf der Tennistour dokumentiert.

## Erfolge
| Legende (Anzahl der Siege) |
| Grand Slam                 |
| ATP Finals                 |
| ATP Tour Masters 1000      |
| ATP Tour 500               |
| ATP Tour 250               |
| ATP Challenger Tour (1)    |

### Doppel

#### Turniersiege
| Nr. | Datum        | Turnier | Belag | Partner          | Finalgegner                       | Ergebnis         |
| --- | ------------ | ------- | ----- | ---------------- | --------------------------------- | ---------------- |
| 1.  | 8. März 2025 | Kigali  | Sand  | Siddhant Banthia | Geoffrey Blancaneaux Zdeněk Kolář | 6:4, 5:7, [10:8] |